# Влаховићи (Пале)
Влаховићи су насељено мјесто у општини Пале, Република Српска, БиХ. Према попису становништва из 1991. у насељу је живјело 57 становника.

## Становништво
| Националност       | 1991. | 1981. | 1971. | 1961. |
| Срби               | 53    | 83    | 126   | 163   |
| остали и непознато | 4     |       |       |       |
| Укупно             | 57    | 83    | 126   | 163   |

| Демографија | Демографија | Демографија |
| Година      | Становника  | Становника  |
| ----------- | ----------- | ----------- |
| 1961.       | 163         |             |
| 1971.       | 126         |             |
| 1981.       | 83          |             |
| 1991.       | 57          |             |